# Privati
Waldemar Edson Privati (Araras, 19 de maio de 1960) é um ex-treinador e ex-futebolista brasileiro, que atuava como goleiro.
É o jogador que mais vestiu a camisa na história do União São João de Araras.

## Carreira

### Jogador
No início da carreira, trocou o trabalho de operário na Usina São João para se tornar um goleiro profissional. Começou a atuar no União São João de Araras em 1978, nos juniores, e três anos depois subiu para o profissional, permanecendo pelos dez anos seguintes, até 1989.
Em 1988, precisou emprestar um par de luvas para o consagrado goleiro Zetti, num jogo entre União São e Palmeiras, no Estádio Engenho Grande.
Pelo clube, ficou 908 minutos sem sofrer gol. Com o União São João, Privatti conquistou um Campeonato Paulista da divisão especial e o Campeonato Brasileiro Série C de 1988.
Passou pelo Blumenau EC, em 1990; Rio Branco de Andradas, em 1991; e Olímpia-SP, em 1992.
Retornou ao União São João em 1993.

### Fora dos campos
Após parar com a bola, Privati tornou-se preparador de goleiros. Participou de comissão técnicas de sucesso como o de Levir Culpi, Pintado, Antônio Lopes, Cleocir Santos (“Tico”), Osvaldo Alvarez, Vinícius Eutrópio e Givanildo Oliveira. Fora do país, estagiou no Manchester United da Inglaterra.
Trabalhou nas categorias de base e no time de cima do Atlético Paranaense, onde ficou até o final de 2013.
Em 2008, assumiu o cargo de auxiliar de Cesar Paulista na comissão técnica do Metropolitano na disputa da Série C do Campeonato Brasileiro.
Em 2015, assumiu o comando técnico do sub-15 do São Carlos FC.

### Títulos
União São João
- Campeonato Paulista - Divisão Especial: 1987[11]

- Campeonato Brasileiro - Série C: 1988[12]